# インド・イスラーム文化

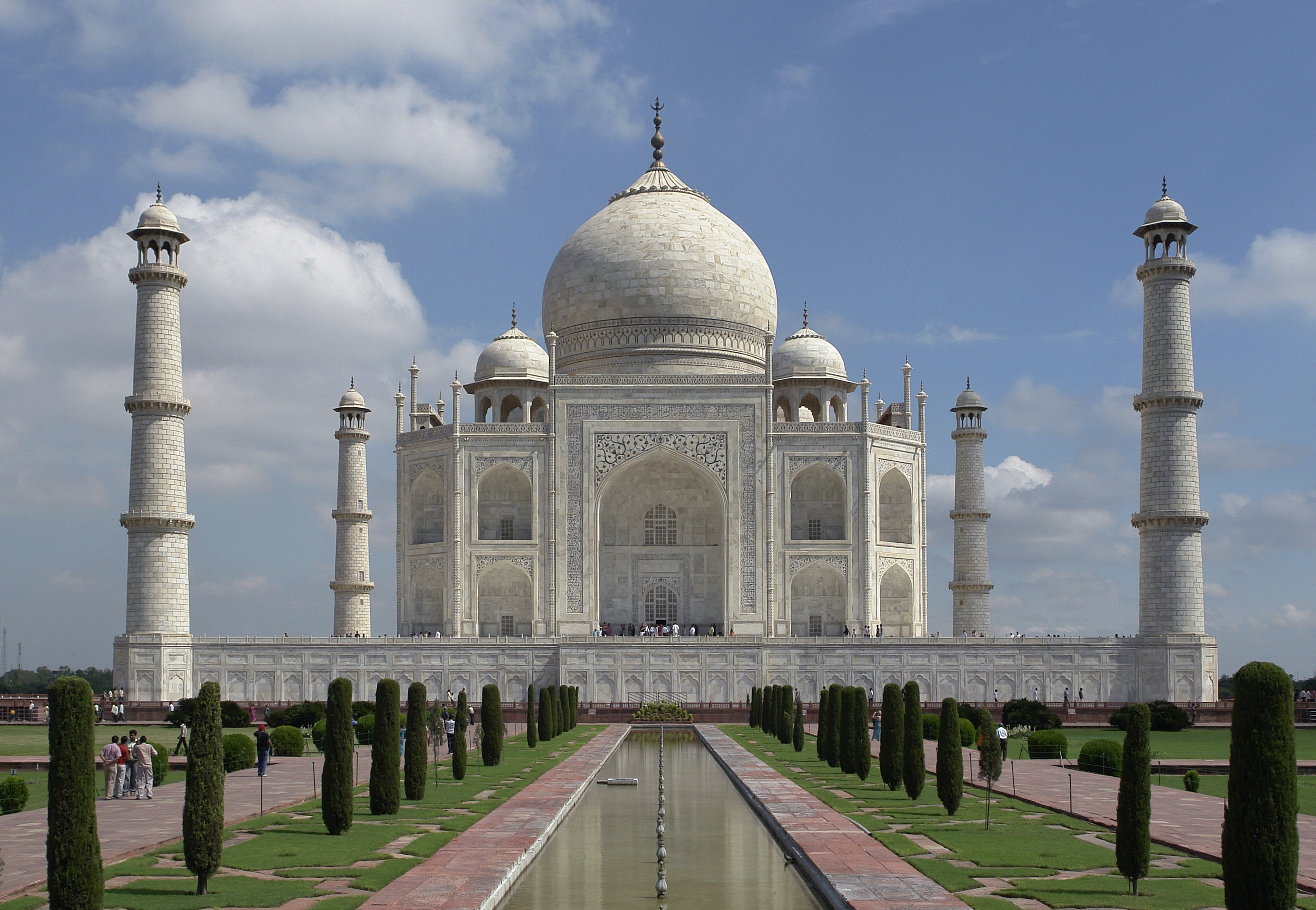
タージ・マハル

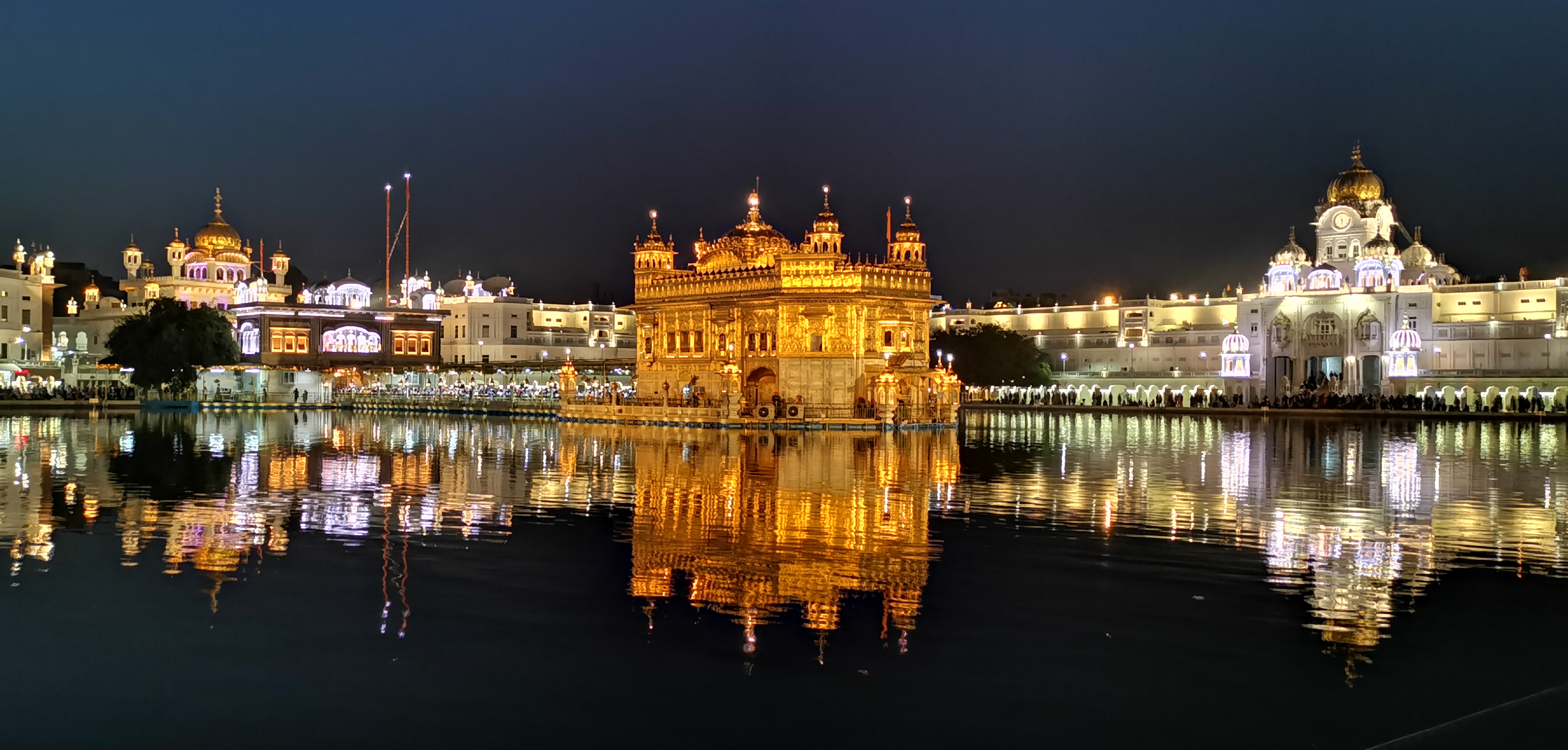
シク教の総本山の黄金寺院

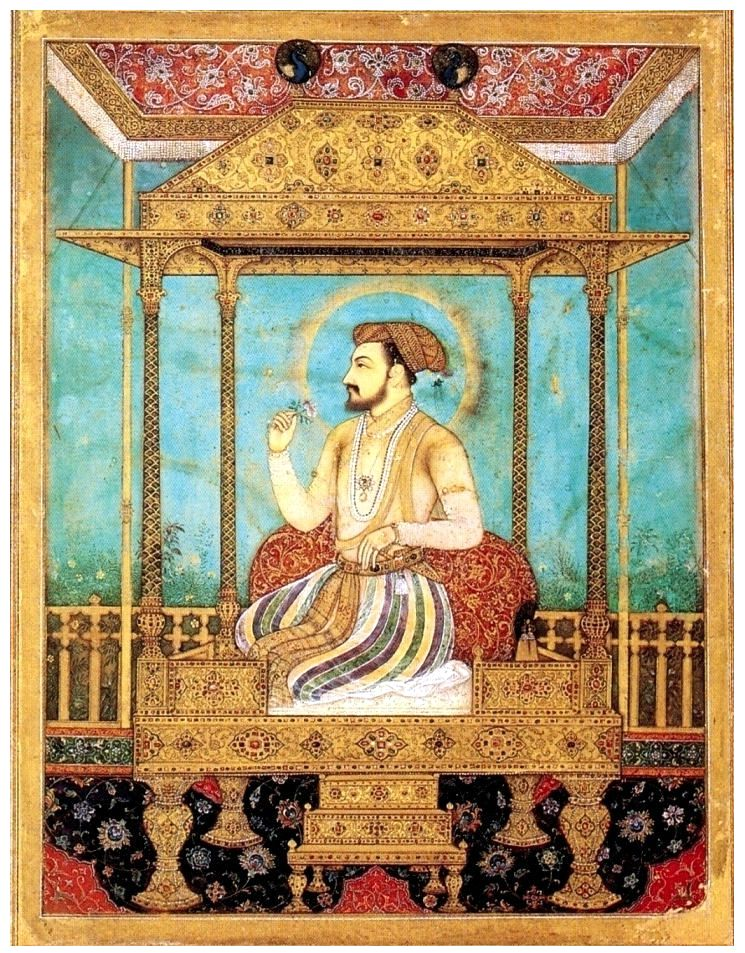
孔雀の玉座

インド・イスラーム文化（インド・イスラームぶんか）とは、インド亜大陸に存在する文化的統合を指し、インド・ムスリム文化の基礎を形成する。広義にはペルシャの要素が伝播して現在のパキスタン、インド、 バングラデシュに至ったことを指す。 
デリー・スルターン朝の成立以降、特にムガル帝国期にインド古来のヒンドゥー文化にイスラーム文化が融合して形成された。ウルドゥー語、シク教の成立や、タージ・マハルに代表される建築、ムガル絵画、ラージプート絵画などの美術にその特徴が挙げられる。

## 最初期
インド亜大陸に最初にペルシャの影響が持ち込まれた時期は5世紀、インドを征服したアケメネス朝（ゾロアスター教）であり、そのおよそ1000年後の11世紀のマフムード （ガズナ朝）など、さまざまなムスリム トルコ系ペルシャの支配者はイスラムの影響が根強いパキスタンからインド北西部の征服地を急速にペルシャ化した。13世紀から16世紀にわたるデリー・スルターン朝と、それ以降19世紀までのムガル帝国を介して社会と文化の統合は着実に進む。地元のインド系、トルコ系、アフガニスタン系のさまざまなイスラム王朝がペルシャ語を公認すると、インド圏でベンガル・スルターン朝、バフマニー朝ならびにその継承政権やシク王国、ムガル帝国ではペルシャ文化が発展を続けた。ペルシア語とインド語を基盤に文学や芸術を取り入れながら、デリー・スルターン朝は文化と政治の独自性を築き、インド・イスラーム文明の基礎を形成した。
ペルシャ語は詩や文学を花開かせた。各王朝のスルターンと貴族は中央アジア出身のペルシャ化されたトルコ人が占め、その母語はテュルク語であった。やはり文化にペルシャの影響が色濃くさしたムガルも中央アジア人が中心で（父祖はトルコ系モンゴル民族）、祖先のチャガタイ語からやがてペルシャ語を取り入れた。
北インドのムスリム系支配者層はペルシャ語を好んで使い、ムガル帝国とインド・ペルシャ史研究者ムザファル・アラムの説では、アクバルの時代にペルシャ語をリングワ・フランカと定めて政治や社会のさまざまな局面で使わせた理由は、宗派にとらわれず流動的でもあったペルシャ語の特徴を認めたからだといい、インド北部のイスラム教徒エリートはペルシャ語を優先言語として使い始めると、やがてムガル帝国の公式の共通語になったと示唆する。今日のウルドゥー語・ヒンディー語の直接の祖先言語にあたるヒンドゥスターニ語（地方語）は上に述べた言語の影響を受けて生まれた。
インド亜大陸では多くの住民は歴史的にペルシャ文化の世俗の部分を取り入れて自己認識を形づくり、コスモポリタンな「アジャム」（アラビア語が母語でない地域）、すなわち学問上は歴史的イラン世界と言われるものへ組み込まれた。

## 関連資料
本文脚注に未使用。発行年順。
- 井筒俊彦『イスラーム思想史』中央公論新社〈中公文庫〉、1991年。
  - 井筒俊彦『イスラーム思想史』中央公論新社〈中公文庫〉、2005年。（改版）
- フィリップ・フーリ・ヒッティ『シリア - 東西文明の十字路』小玉新次郎 訳、中央公論新社〈中公文庫〉、1991年。著者名の表記、Hitti, Philip Khuri。
- 百済 康義、ヴェルナー・ズンダーマン、吉田 豊、『龍谷大学善本叢書』第17巻第1号、第2号、龍谷大学佛教文化研究所 編、京都 : 法藏館、1997年10月。ISBN 4-8318-7298-9。Sundermann, Werner。
  - 別題『イラン語断片集成 : 大谷探検隊収集・龍谷大学所蔵中央アジア出土イラン語資料. 図版編』。ペルシャ語 (中世)
  - 別題『イラン語断片集成 : 大谷探検隊収集・龍谷大学所蔵中央アジア出土イラン語資料. 解説編』。
- 法政大学出版局〈イスラーム文化叢書〉
  - アンドレ・クロー『ムガル帝国の興亡』岩永博 監修、杉村裕史 訳、2001年。著者名の表記、Clot, Andre。
  - フリードリヒ・ローゼン『回想のオリエント - ドイツ帝国外交官の中東半生記』田隅 恒夫 訳、2003年。著者名の表記、Rosen, Friedrich。
- 羽田亨一、近藤信彰『ペルシア語写本の世界』東京外国語大学アジア・アフリカ言語文化研究所、2006年。ISBN 4872979370、NCID BA77057059。別題『جهان نسخه‌های خطی فارسی : نمونه‌هائی از دستنوشته‌های ایرانی, ماوراء النهری و هندی』。
- 井上 春緒『ヒンドゥスターニー音楽の成立 : ペルシャ語音楽書からみる北インド音楽文化の変容』京都大学、2017年。甲第20502号、博士(地域研究)。doi:10.14989/doctor.k20502。